# Teofil Lenartowicz
Teofil Aleksander Lenartowicz (n. 27 februarie 1822, Varșovia, Imperiul Rus – d. 3 februarie 1893, Florența, Regatul Italiei) a fost un poet polon.
Din 1855 a trăit în emigrație.
A scris o lirică idilică, elegiacă, sentimentală, idealizând peisajul și țărmul Mazoviei natale.
De asemenea, a mai scris poezii cu tematică istorică, sub influența lui Adam Mickiewicz.

## Scrieri
- 1855: Lirică ("Lirenka")
- 1855: Desfătare ("Zachwycenie")
- 1857: Gladiatorii ("Gladiatorowie")
- 1859: Lirică nouă ("Nowa lirenka").